# Passo del Muretto
Il passo del Muretto (Murettopass in tedesco) è un valico alpino che collega Italia e Svizzera attraverso le Alpi Retiche.

## Geografia
Si trova ad un'altezza di 2.562 m s.l.m. e collega la Valmalenco (provincia di Sondrio) con il passo del Maloja (canton Grigioni), mettendo in comunicazione la Valtellina con l'Engadina.
Dal punto di vista orografico il passo si trova nelle Alpi Retiche occidentali  e separa i monti della Val Bregaglia (ad ovest) dal massiccio del Bernina (ad est).
Dal versante italiano il passo è accessibile da Chiareggio, frazione di Chiesa in Valmalenco grazie ad un ampio tracciato, residuo della strada militare carrozzabile della Frontiera Nord, il sistema difensivo italiano verso la Svizzera impropriamente noto come Linea Cadorna; dal versante elvetico il passo si raggiunge da Maloja grazie ad un sentiero storico che oggi, a causa di frane e slavine e per la scarsa manutenzione, consente appena il transito a piedi, mentre anticamente consentiva il passaggio agevole di cavalli e bestie da soma.
Dal soprastante Piz Duan nasce il fiume Mera.

## Toponimo
Il toponimo "Muretto" ("Pass de Müret" nel dialetto locale) deriverebbe dall'antichissima radice mür, che indicherebbe un'altura, probabilmente corrispondente al vicino monte dell'Oro.

## Storia
Conosciuto sin dall'antichità, il passo del Muretto è stato sfruttato anche grazie alla quota relativamente bassa e alla comodità del collegamento sulla direttrice Sondrio - Coira (tramite il successivo superamento del Septimer Pass), che consente di mettere in comunicazione i due versanti delle Alpi Retiche.
Il 24 luglio 1618 una schiera di soldati del Cantone dei Grigioni passò per il Passo del Muretto per recarsi a Sondrio, dove prelevò l'arciprete Nicolò Rusca, deportandolo poi a Coira. Il prelato, imputato per il tentato omicidio del pastore protestante Scipione Calandrini, venne poi tradotto a Thusis ove morì per le torture subite dal Tribunale Cantonale.
Quest'episodio fu una delle cause dell'eccidio conosciuto come Sacro Macello di Valtellina accaduto il 20 luglio 1620 per mano di alcuni fanatici cattolici. Nei giorni seguenti molti protestanti superstiti ripararono in Engadina proprio attraverso il Muretto.
Nell'allestimento della Linea Cadorna (prima guerra mondiale) tra Chiareggio e il passo del Muretto è stata realizzata una strada carrozzabile, attualmente non accessibile agli autoveicoli.
L'importanza commerciale del valico è diminuita in corrispondenza dell'aumento del traffico veicolare, che ha privilegiato il trasporto delle merci su gomma e rotaia, escludendo quindi il passo del Muretto dalle direttrici economiche moderne.

## Turismo
La posizione di comunicazione tra Valmalenco ed Engadina, sedi di località turistiche rinomate, ha consentito al passo del Muretto di registrare un discreto afflusso di visitatori: in particolare praticanti del trekking nella bella stagione.